# H Comité de Reivindicación Humana

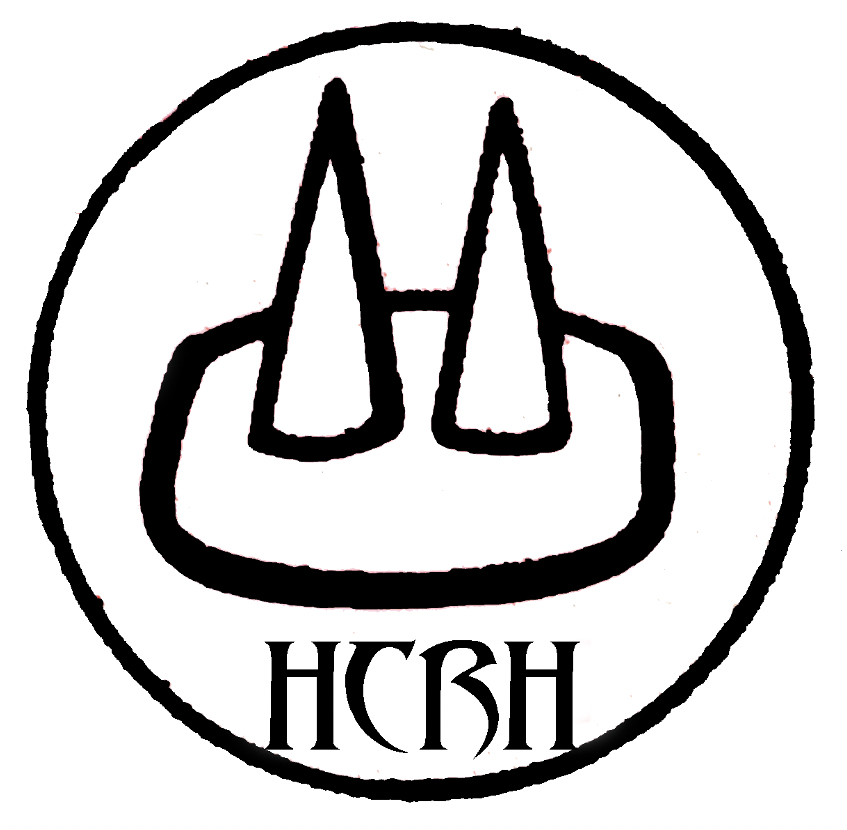
HCRH logo

El H Comité de Reivindicación Humana, más conocido por sus iniciales HCRH, es un colectivo de arte mexicano fundado por Rodrigo Azaola, Artemio Narro y Octavio Serra que operaba como una pseudo-organización fantasmagórica y universal, presuntamente fundada en 1947. El HCRH organizó numerosas conferencias, textos, acciones, proyectos editoriales, música, obras de arte y programas radiofónicos utilizando un lenguaje altamente irónico e intelectual para "ridiculizar el vacío pomposo de la cultura institucional."  Las actividades del HCRH fueron producidas entre 1996 y 2004, un período en el que la globalización y la política neoliberal en México eran incipientes y el mundo del arte impulsado por el mercado se consolidó.
Su trabajo ha sido mostrado en varios espacios internacionales de arte que incluyen: el Museo Jumex, Ciudad de México; la Bienal de La Habana, Cuba; el Witte de With Center for Contemporary Art, Róterdam; el CCA Wattis Institute for Contemporary Arts, San Francisco; National Centre of Contemporary Arts, Moscú; el Museo Carrillo Gil, Ciudad de México; el Centre d’Art Santa Monica, Barcelona; el Ex-Teresa, Ciudad de México; la Americas Society, Nueva York; el Museo Tamayo, Ciudad de México; entre otros.
En 1999, el HCRH creó una de sus acciones más notables: La Campaña de Destitución Universal, la cual constó de una carta enviada por fax a varias personalidades del ámbito de la política y la cultura mexicana, ordenándoles que abandonaran sus cargos pues su  desempeño era insatisfactorio. La extensa lista de destinatarios incluyó a candidatos presidenciales, políticos, activistas sociales, artistas, escritores, críticos de arte y periodistas. La campaña terminó con la visita de funcionarios del Ministerio del Interior visitando las casas de los miembros del HCRH.
Otra campaña del HCRH fue la distribución masiva de pegatinas (1998-1999) en la Ciudad de México que decían: "Cuando la injusticia es ley, la resistencia es un deber." En 2002, el carácter efímero y fantasmagórico de su obra se materializó en una imagen del logo del HCRH, dibujada con sal en el piso de la entrada del Museo Carrillo Gil, y que el paso de visitantes y trabajadores del museo desdibujó a medida que ingresaban.
Para la 7.ª Bienal de La Habana (2000) el HCRH creó un proyecto de distribución gratuita de helados, así como la distribución de cientos de libros, entre ellos: Un mundo feliz de Aldous Huxley, Archipiélago Gulag de Aleksandr Solzhenitsyn y 1984 de George Orwell.
El HCRH también organizó varias conferencias académicas con académicos internacionales ficticios en diferentes universidades y museos, como la Universidad Iberoamericana, la Universidad Intercontinental, el Museo Rufino Tamayo y Facultad de Artes y Diseño (anteriormente conocida como la Escuela Nacional de Artes Plásticas o ENAP). También crearon numerosos programas de radio ficticios que fueron transmitidos  en XEUN-FM, y la estación radiofónica de la Universidad Autónoma Nacional de México.
Si bien el trabajo del HCRH es en su mayoría intangible y efímero, crearon una serie de dibujos arquitectónicos y planos para planes de urbanización ficticios, como Viñedo Infantil (una cadena de orfanatos construidos a lo largo de las regiones vinícolas del hemisferio norte), el Monumento al soborno, el Monumento al Accidente Aéreo (que fue parte del proyecto de  NY AWAKE (1998): "mucho antes del colapso de las torres gemelas ', los monumentos indican inequívocamente que el hombre aprende de su propia historia y, contrariamente a la creencia popular, disfruta repitiéndola") y el Museo del Bien (2003).
Concebido como edificio esférico, El Museo del Bien es una institución de dos caras. Por un lado, todo lo que a lo largo de la historia de la humanidad puede considerarse culturalmente bueno y amable, se recopila y exhibe en un lado de la esfera. En el otro lado, se representa todo lo que se considera vergonzoso e ignominioso. El modelo arquitectónico ficticio se refiere al carácter dual de las instituciones culturales, no solo como lugares de conocimiento, sino también como sistemas que operan según ideologías políticas y culturales, ocasionalmente financiadas por corporaciones cuestionables, para las cuales el arte sirve como herramienta para lograr objetivos políticos y económicos. El Museo del Bien se exhibió  en 2016 en el Museo Jumex.
En 2019, la monografía HCRH: Septuagésimo Aniversario 1947-2017 fue publicada por la Fundación Alumnos 47. El libro fue editado por Rodrigo Azaola y Eva Posas.
Rodrigo Azaola y Artemio Narro son miembros del Sistema Nacional de Creadores de Arte del Fondo Nacional para la Cultura y las Artes.